# Ikkerjärvi
Ikkerjärvi är en sjö i Finland. Den ligger i kommunen Enare i landskapet Lappland, i den norra delen av landet, 1 000 km norr om huvudstaden Helsingfors. Ikkerjärvi ligger 164,5 meter över havet. Arean är 27,5 hektar och strandlinjen är 3,45 kilometer lång. Sjön  ingår i Pasvik älvs huvudavrinningsområde. 